# Schuimspaan

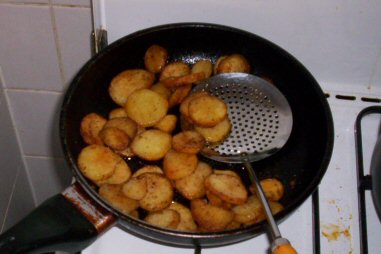
Schuimspaan bij de gebakken aardappels

Een schuimspaan (ook wel écumoire) is een keukengerei in de vorm van een lepel met een groot plat blad, dat van gaten is voorzien.
Een schuimspaan dankt zijn naam aan het gebruik om het drijvende schuim van kokende gerechten (bouillon, groenten) tijdens de bereiding af te scheppen. Dit schuim bevat onzuiverheden die de smaak negatief beïnvloeden.
De schuimspaan wordt ook gebruikt om gare etenswaren uit het kokend water of vet te halen, zoals bij oliebollen.